# Centaurea lacerata
Centaurea lacerata — вид квіткових рослин айстрових (Asteraceae). Ендемік Греції (Піндос).

## Середовище
Населяє кам'янисті місцевості.

## Морфологічна характеристика
Це багаторічник 10–30 см заввишки, шершавий, запушений. Листки перисторозсічені, прикореневі черешкові, верхні сидячі, сегменти вузьколінійні. Квіткова голова поодинока. Обгортка бліда, гола. Квітки пурпурові. Період цвітіння: літо.